# NGC 1417
NGC 1417 (również PGC 13584) – galaktyka spiralna z poprzeczką (SBb), znajdująca się w gwiazdozbiorze Erydanu. Odkrył ją William Herschel 5 października 1785 roku.
W galaktyce tej zaobserwowano supernową SN 2010it.